# 斯卡倫冰川
69°40′S 39°33′E / 69.667°S 39.550°E
斯卡倫冰川是南極洲的冰川，最終在斯卡倫山以東注入呂佐夫-霍爾姆灣，該冰川根據日本探險隊的測量和拍攝的空中照片被繪入地圖。